# Hormiokrypsis libocedri
Hormiokrypsis libocedri är en svampart som beskrevs av Bat. & Nascim. 1957. Hormiokrypsis libocedri ingår i släktet Hormiokrypsis och familjen Metacapnodiaceae.   Inga underarter finns listade i Catalogue of Life.